# 合州 (西魏)
合州，中国古代的州。
西魏恭帝三年（556年）置合州，治所在石镜县（今重庆市合川区）。因涪江、嘉陵江在合州南合流得名。隋文帝开皇末年，改为涪州。隋炀帝大业初年，改为涪陵郡。唐高祖武德元年（618年）复为合州。天宝、至德时一度曾改巴川郡。辖境相当今四川省武胜县和重庆市合川区、铜梁县、大足区等区县地。宋朝改州治石镜县为石照县。属潼川府路。因受元军围攻，南宋淳祐三年（1243年）移治钓鱼山（今合川市东）。开庆元年（1259年）蒙古蒙哥汗死于此。
元朝至元十五年（1278年），南宋安抚使王立以城降。二十年（1283年），为散郡，并录事司、赤水入石照县。二十二年（1285年），改为州，隶重庆路。领三县： 铜梁县、定远县、石照县。明朝时，属重庆府。洪武时，省石照县入合州。清朝仍属重庆府，为不辖县的散州。1913年废合州改为合川县。
| 州 | 合州   | 合州   | 郡 | 涪陵郡               |
| 郡 | 墊江郡 | 清居郡 | 县 | 石鏡县 漢初县 赤水县 |
| 县 | 石鏡县 | 漢初县 | 县 | 石鏡县 漢初县 赤水县 |

| 唐朝合州辖县 | 唐朝合州辖县                                                     |
| ------------ | ---------------------------------------------------------------- |
| 618年        | 石镜县、汉初县、赤水县                                           |
| 619年        | 石镜县、汉初县、赤水县（增新明县）                               |
| 700年        | 石镜县、汉初县、赤水县、新明县                                   |
| 703年        | 石镜县、汉初县、赤水县、新明县（增铜梁县）                       |
| 715年        | 石镜县、汉初县、赤水县、新明县、铜梁县                           |
| 728年        | 石镜县、汉初县、赤水县、新明县、铜梁县                           |
| 735年        | 石镜县、汉初县、赤水县、新明县、铜梁县（巴川县来属）             |
| 771年        | 石镜县、汉初县、赤水县、新明县、铜梁县、巴川县（大足县来属）     |
| 775年        | 石镜县、汉初县、赤水县、新明县、铜梁县、巴川县（大足县改属昌州） |

唐朝合州刺史
- 朱某（贞观年间）
- 张柬之（698年）
- 陈靖意（704年）
- 李重福（神龙年间，不领事）
- 崔珽（唐中宗时）
- 杨元祎（景云年间）
- 上官济（727年之前）
- 赵冬曦（731年—732年）
- 孙希庄（735年）
- 皇甫珣（开元年间）
- 巴川郡太守
- 严震（761年）
- 苏某（763年）
- 王铤（775年）
- 赵延之（778年）
- 王翘（建中年间）
- 徐申（788年）
- 张平（807年—808年）
- 卢专（818年—821年）
- 刘温（823年）
- 袁匡符（唐文宗时）
- 戴奇光（大中年间）
- 韦君靖（884年—895年）
- 崔凝（895年）
- 颜荛（乾宁年间）
- 王仁威（897年）
- 贾云霁
- 晋揆
- 卢㧑谦
- 杨师谟
- 薛寿弘